# Жеремі Реньє
Жеремі́ Реньє́ (фр. Jérémie Renier нар. 6 січня 1981, Брюссель, Бельгія) — бельгійський актор театру і кіно. Зараз живе у Парижі.

## Біографія

### Ранні роки
Жеремі Реньє народився 6 січня 1981 року в Брюсселі. Він молодший з чотирьох дітей в сім'ї: у нього є дві сестри і старший єдинокровний брат актор Янніка Реньє. Жеремі відвідував театральні курси і навчався в цирковому училищі в Брюсселі. В десятирічному віці зіграв свою першу кінематографічну роль в комедії «Сім смертних гріхів» (Les Péchés capitaux). Першою роботою на сцені була роль Піноккіо в Королівському театрі в Монсі, вистава також демонструвалася на бельгійському телебаченні.

### У Франції
У 1996 році у драмі «Обіцянка» (La Promesse) Жеремі Реньє виконав роль Ігоря, сина бізнесмена і шахрая, який безжально використовує нелегальних іммігрантів. З ранніх ролей актора також примітна робота в драмі Франсуа Озона «Кримінальні коханці», де Реньє зіграв підлітка, який разом зі своєю подругою Алісою вбиває однокласника Саїда.
Потім була серія телевізійних постановок. У цей період творчої діяльності актора з низки ролей виділяється робота у військовій драмі «Любов, про яку мовчать», фільмі про життя геїв під час фашистської окупації Парижу в роки Другої світової війни. 2005 року актор відновив співпрацю з братами Жаном-П'єром та Люком Дарденнами. Роль амбітного і сповненого ентузіазмом менеджера однієї з компаній, що динамічно розвиваються, у драмі «Жорстокість обмінів в помірному середовищі» (Violence des échanges en milieu tempéré) принесла йому номінацію на премію Сезар. У тому ж році актор був номінований на премію Європейської академії кіно European Film Awards. Однією з яскравих робіт в кіно в 2005 році стала роль молодого батька, який заробляє гроші дрібними крадіжками, у драмі «Дитина». Фільм став призером багатьох фестивалів і отримав Золоту пальмову гілку на Каннському кінофестивалі. У 2014 році знявся у біографічному фільмі режисера Бертрана Бонелло «Святий Лоран. Страсті великого кутюр'є» де зіграв роль П'єр Берже, соратника та супутника життя Ів Сен-Лорана. За цю роль Реньє було номіновано на премію «Сезар» у категорія «Найкращий актор другого плану».
У 2006 актор був нагороджений призом Жана Габена.

## Фільмографія
| Рік       |    | Українська назва                           | Оригінальна назва                            | Роль                         |
| --------- | -- | ------------------------------------------ | -------------------------------------------- | ---------------------------- |
| 1992      | ф  | Сім смертних гріхів                        | Les sept péchés capitaux                     |                              |
| 1994—1995 | с  | Секретні матеріали-2                       | The X-Files (season 2)                       |                              |
| 1996      | ф  | Обіцянка                                   | La promesse                                  | Ігор                         |
| 1999      | ф  | Кримінальні коханці                        | Les amants criminels                         | Люк                          |
| 2000      | ф  | Доньки короля                              | Saint-Cyr                                    | Френсіс                      |
| 2000      | ф  | Прикинетеся, що мене тут немає             | Faites comme si je n'étais pas là            | Ерік                         |
| 2000      | кф | Фетишист                                   | Le fétichiste                                | Жюльєн                       |
| 2001      | ф  | Братство вовка                             | Le Pacte des loups                           | Тома д'Апше в молодості      |
| 2001      | тф | Мати наркомана                             | Mère de toxico                               | Поль                         |
| 2001      | ф  | Порнограф                                  | Le pornographe                               | Джозеф                       |
| 2002      | ф  | Війна в Парижі                             | La guerre à Paris                            | Жуль                         |
| 2002      | тф | Жан Мулен                                  | Jean Moulin                                  | Дідо                         |
| 2002      | ф  | Третє око                                  | Le troisième oeil                            |                              |
| 2003      | тф | Син нашого часу                            | Un fils de notre temps                       | син                          |
| 2003      | ф  | На індійській території                    | En territoire indien                         | Седрік                       |
| 2003      | ф  | Жорстокість обмінів в помірному середовищі | Violence des échanges en milieu tempéré      | Філіп Сеньє                  |
| 2004      | ф  | Професіонали                               | San-Antonio                                  |                              |
| 2004      | кф | Ти, старина                                | Toi, vieux                                   | Жеремі                       |
| 2004      | ф  | Міст мистецтв                              | Le pont des Arts                             | Седрік                       |
| 2004      | тф | На екрані через два роки                   | À cran, deux ans après                       | Вінсент                      |
| 2004      | тф | Маленька Фадетта                           | La petite Fadette                            | Ландрі Барбо                 |
| 2005      | тф | Любов, про яку мовчать                     | Un amour à taire                             | Жан                          |
| 2005      | ф  | Кавалькада                                 | Cavalcade                                    | Жюль                         |
| 2005      | ф  | Дитина                                     | L'enfant                                     | Бруно                        |
| 2006      | ф  | Діккенек                                   | Dikkenek                                     | Грег                         |
| 2006      | ф  | Приватна власність                         | Nue propriété                                | Тьєррі                       |
| 2006      | ф  | Чесна гра                                  | Fair Play                                    | Александр                    |
| 2006      | ф  | Президент                                  | Président                                    | Матьє                        |
| 2007      | ф  | Спокута                                    | Atonement                                    | Люк Корнет                   |
| 2007      | с  | Новели Гі Де Мопассана                     | Chez Maupassant                              |                              |
| 2008      | ф  | Винна                                      | Coupable                                     | Люсьєн                       |
| 2008      | ф  | Літній час                                 | L'heure d'été                                | Жеремі                       |
| 2008      | ф  | Залягти на дно в Брюгге                    | In Bruges                                    | Ейрік                        |
| 2008      | ф  | Мовчання Лорни                             | Le silence de Lorna                          | Клоді Моро                   |
| 2009      | ф  | Удача винороба                             | The Vintner's Luck                           | Собран                       |
| 2009      | ф  | Завтра на світанку                         | Demain dès l'aube                            | Поль                         |
| 2009      | ф  | Весільний торт                             | Pièce montée                                 | Венсан                       |
| 2010      | ф  | Відчайдушна домогосподарка                 | Potiche                                      | Лоран Пуйоль                 |
| 2010      | кф | Три кішки                                  | Trois chats                                  |                              |
| 2011      | ф  | Пригоди Філібера                           | Les aventures de Philibert, capitaine puceau | Філібер                      |
| 2011      | ф  | Хлопчик з велосипедом                      | Le Gamin au vélo                             | Ґі Катул                     |
| 2012      | ф  | Володіння                                  | Possessions                                  |                              |
| 2012      | ф  | Мій шлях                                   | Cloclo                                       | Клод Франсуа                 |
| 2012      | ф  | Білій слон                                 | Elefante blanco                              | Жеронімо                     |
| 2014      | ф  | Святий Лоран. Страсті великого кутюр'є     | Yves Saint Laurent                           | П'єр Берже                   |
| 2014      | ф  | Велика людина                              | Le grand homme                               | Гамільтон / Міхаель Ернандез |
| 2014      | ф  | Пустинна земля                             | Waste Land                                   | Лео Вуст                     |
| 2015      | ф  | Ні на небесах, ні на землі                 | Ni le ciel ni la terre                       | капітан Антарес Бонасьє      |
| 2015      | ф  | Вічність                                   | Éternité                                     | Анрі                         |
| 2017      | ф  | Подвійний коханець                         | L'Amant Double                               | Поль                         |
| 2019      | ф  | Френкі                                     | Frankie                                      | Поль                         |

## Визнання
| Нагороди та номінації Жеремі Реньє | Нагороди та номінації Жеремі Реньє       | Нагороди та номінації Жеремі Реньє | Нагороди та номінації Жеремі Реньє         | Нагороди та номінації Жеремі Реньє | Нагороди та номінації Жеремі Реньє |
| Рік                                | Нагорода                                 | Категорія                          | Фільм                                      | Результат                          |                                    |
| ---------------------------------- | ---------------------------------------- | ---------------------------------- | ------------------------------------------ | ---------------------------------- | ---------------------------------- |
| 2002                               | Берлінський кінофестиваль                | Премія EFP Shooting Star           | Премія EFP Shooting Star                   | Перемога                           |                                    |
| 2005                               | Європейський кіноприз                    | Найкращий актор                    | Дитина                                     | Номінація                          |                                    |
| 2005                               | Премія «Сезар»                           | Найкращий актор                    | Жорстокість обмінів в помірному середовищі | Номінація                          |                                    |
| 2006                               | Приз Жана Габена                         | Приз Жана Габена                   | Приз Жана Габена                           | Перемога                           |                                    |
| 2006                               | Премія Жозефа Плато                      | Найкращий бельгійський актор       | Дитина                                     | Перемога                           |                                    |
| 2012                               | Премія «Магрітт»                         | Найкращий актор другого плану      | Відчайдушна домогосподарка                 | Перемога                           |                                    |
| 2012                               | Кінофестиваль романтичного кіно в Кабурі | Найкращий актор                    | Мій шлях                                   | Перемога                           |                                    |
| 2013                               | Премія «Магрітт»                         | Найкращий актор                    | Мій шлях                                   | Номінація                          |                                    |
| 2013                               | Кришталевий глобус                       | Найкращий актор                    | Мій шлях                                   | Перемога                           |                                    |
| 2013                               | Премія «Люм'єр»                          | Найкращий актор                    | Мій шлях                                   | Номінація                          |                                    |
| 2013                               | Премія «Сезар»                           | Найкращий актор                    | Мій шлях                                   | Номінація                          |                                    |
| 2015                               | Премія «Сезар»                           | Найкращий актор другого плану      | Святий Лоран. Страсті великого кутюр'є     | Номінація                          |                                    |
| 2015                               | Премія «Магрітт»                         | Найкращий актор другого плану      | Святий Лоран. Страсті великого кутюр'є     | Перемога                           |                                    |
| 2016                               | Премія «Магрітт»                         | Найкращий актор                    | Ні на небесах, ні на землі                 | Номінація                          |                                    |
| 2016                               | Премія «Люм'єр»                          | Найкращий актор                    | Ні на небесах, ні на землі                 | Номінація                          |                                    |
| 2018                               | Премія «Магрітт»                         | Найкращий актор                    | Подвійний коханець                         | Номінація                          |                                    |